# Pacific Remote Islands Marine National Monument

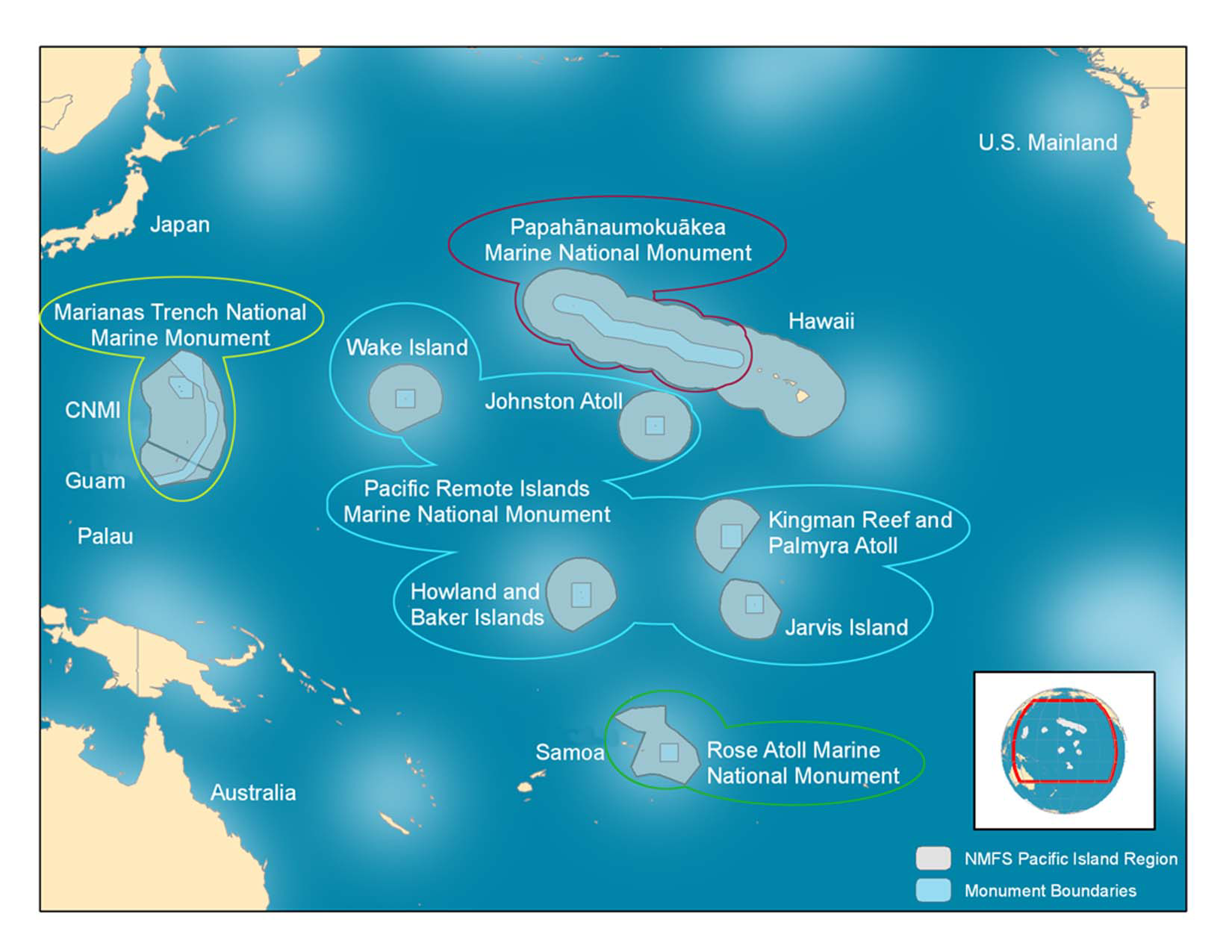
Pacific Remote Islands Marine National Monument und andere National Monuments im Pazifik

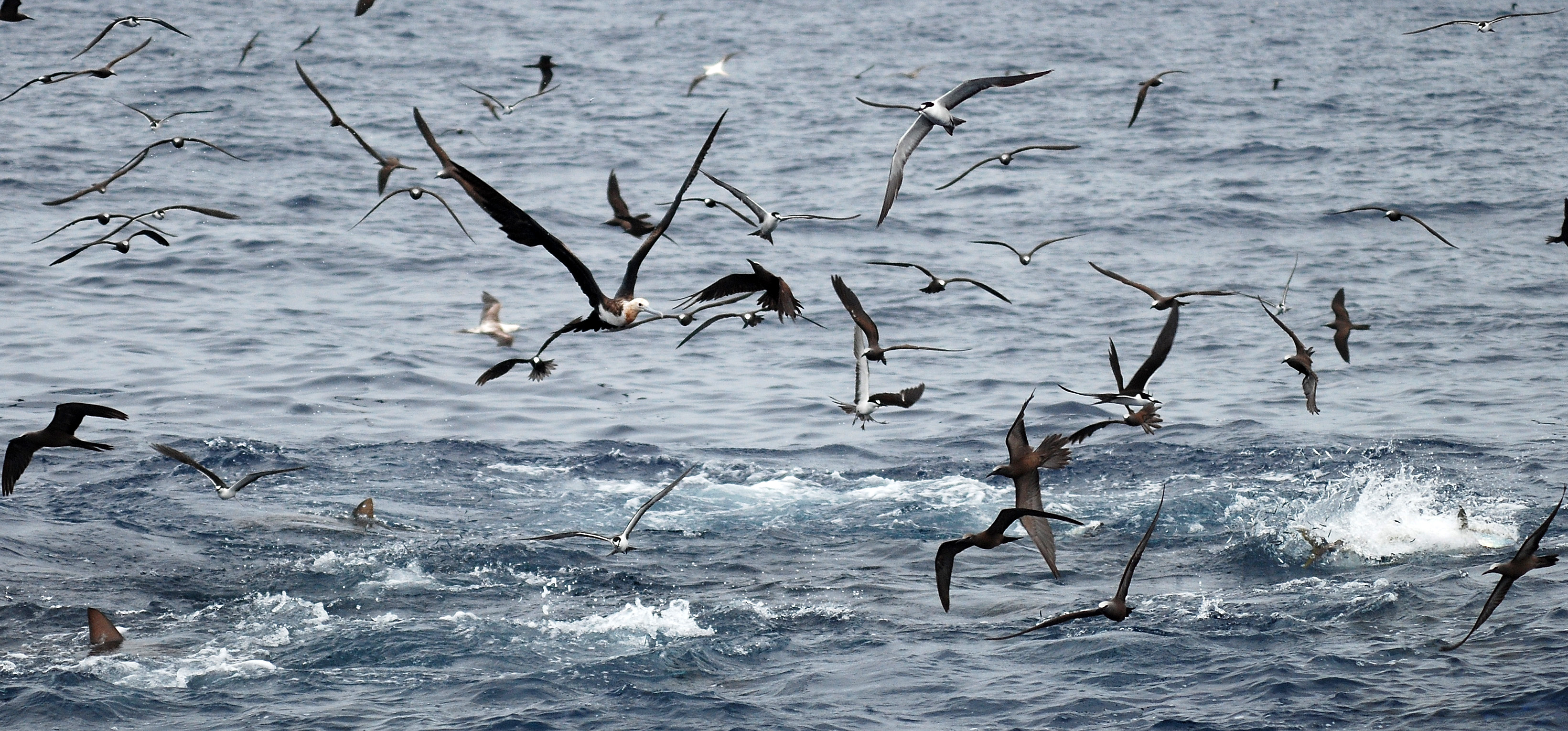
Jagende Seevögel im National Monument

Das Pacific Remote Islands Marine National Monument ist ein US-amerikanisches National Monument westlich und südlich von Hawaii. Es liegt in einem sogenannten „nicht-inkorporierten Territorium“ der Vereinigten Staaten, das zu statistischen Zwecken den United States Minor Outlying Islands zugeordnet wird. Das Pacific Remote Islands Marine National Monument wurde am 6. Januar 2009 von Präsident George W. Bush durch eine Presidential Proclamation mit einer Fläche von 86,888 km² ausgewiesen. Die Betreuung erfolgt durch den United States Fish and Wildlife Service (USFWS) und die National Oceanic and Atmospheric Administration. Am 25. September 2014 wurde es durch Präsident Barack Obama durch eine weitere Presidential Proclamation auf eine Fläche von 313.818.892 acres (1.269.980 km²) vergrößert. Das Schutzgebiet umfasst die Inseln und Atolle Kingmanriff, Palmyra Atoll, Howlandinsel, Bakerinsel, Jarvisinsel, Johnston-Atoll und Wake mit umgebenden Wasserflächen. Bereits vor der Ausweisung als Marine National Monument waren die meisten Inseln und Teile der Gewässer als National Wildlife Refuge ausgewiesen.

## Natur
Im Pacific Remote Islands Marine National Monument gibt es Bäume, Gräser und Vögel die weltweit nur dort vorkommen. Es befinden sich große Seevogelbrutkolonien auf den Inseln. Meeresschildkröten, Wale, Hawaii-Mönchsrobbe und andere Meeresbewohner kommen in den Gewässern vor. Es befinden sich große Korallenriffe im Schutzgebiet. Im gesamten Pacific Remote Islands Marine National Monument ist kommerzieller Fischfang und andere Ressourcengewinnungsaktivitäten wie Tiefseebergbau verboten. Im Marine National Monument ist nur Forschung, freie Passage und Erholung erlaubt.

## Menschen

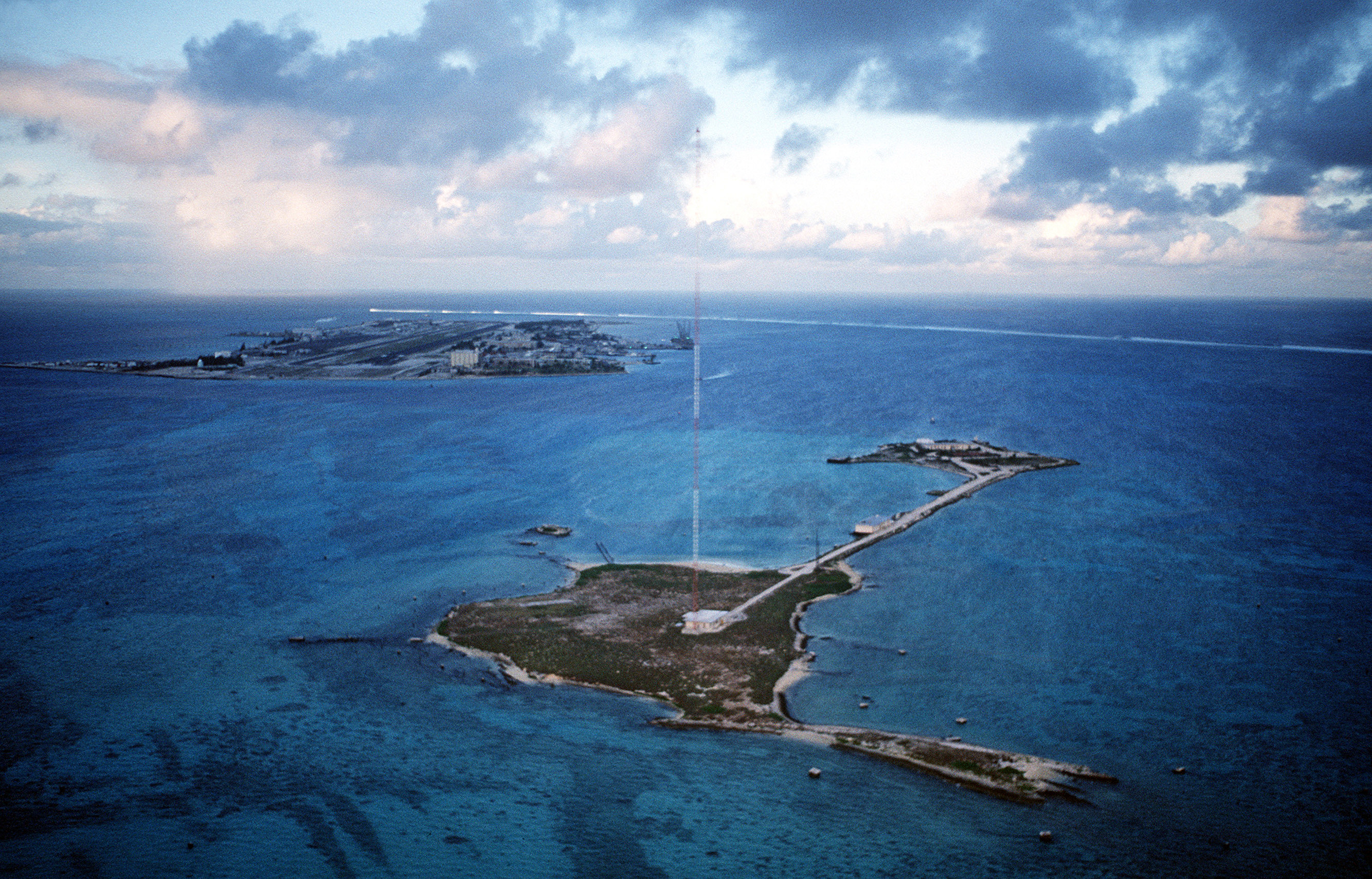
Johnston-Atoll

Die Inseln haben keine Ureinwohner. Auf dem Johnston-Atoll befinden sich fünf Biologen. Noch im Jahr 2000 befanden sich 1100 Soldaten und zivile Mitarbeiter von Bauunternehmern dort. Das US-Militär zog 2007 ab. Das Johnston-Atoll wurde von 1958 bis 1975 als Raketenstartplatz genutzt. Vom Atoll wurden auch Raketen für hochatmosphärische Tests von Wasserstoffbomben gestartet. Hier kam es zur Operation Hardtack und zur Operation Starfish Prime. Auf dem Atoll wurden Sand Island und Johnstoninsel durch radioaktiven Niederschlag kontaminiert, weil Raketen ungeplant explodierten. Nachdem es zum Verbot oberirdischen Kernwaffentests gekommen war, wurden von der Johnstoninsel bis 1975 zahlreiche Forschungsraketen gestartet. Die Johnstoninsel diente ab 1971 auch als Lager für chemische Kampfstoffe wie Sarin und Agent Orange. Ende der 1980er Jahre wurde auf der Insel eine Anlage, das Johnston Atoll Chemical Agent Disposal System (JACADS), für die Verbrennung chemischer Kampfstoffe errichtet. Anfang der 1990er Jahre wurden hier beispielsweise im Zuge der Aktion Lindwurm zuvor in der Pfalz gelagerte Chemiewaffen vernichtet. Nachdem die Verbrennungen der chemischen Kampfstoffe abgeschlossen waren, wurde die Anlage 2003 wieder demontiert.
Wake hat aktuell eine Bevölkerung von etwa 125 Soldaten und militärischen Auftragnehmern. Japan eroberte im Dezember 1941 bei der Schlacht um Wake die Insel und hielt sie bis zum Kriegsende besetzt. Seit 1945 wird Wake von der US Air Force benutzt. Wake und Johnston-Atoll werden von der US Air Force auch heute noch administrativ verwaltet.
Auf dem Palmyra Atoll befinden sich vier bis zwanzig Mitarbeiter vom US Fish and Wildlife Service und Naturschützer. Die vier anderen Inseln sind normalerweise unbewohnt.
Der öffentliche Zugang zu den Inseln erfolgt durch eine spezielle Erlaubnis des US Fish and Wildlife Service und ist im Allgemeinen auf Wissenschaftler beschränkt. Auf Wake, dem Palmyra Atoll und dem Johnston-Atoll gibt es intakte Landebahnen für Flugzeuge, während frühere militärische Landebahnen auf der Howlandinsel, der Bakerinsel und der Jarvisinsel aufgegeben wurden und nicht mehr in Betrieb sind.

## Mögliche Flächenreduzierung durch Präsident Trump
Am 26. April 2017 hatte Präsident Trump mit Executive Order 13792 das Innenministerium der Vereinigten Staaten angewiesen, die Flächengröße von 27 National Monuments, welche nach dem 1. Januar 1996 ausgewiesen wurden und mindestens 100.000 Hektar Flächengröße haben, zu überprüfen. Am 24. August legte Innenminister Ryan Zinke den Abschlussbericht zur Executive Order 13792 vor. Der Abschlussbericht forderte die Flächenreduzierung vom Bears Ears National Monument, Cascade-Siskiyou National Monument, Gold Butte National Monument, Grand Staircase-Escalante National Monument, Pacific Remote Islands Marine National Monument und Rose Atoll Marine National Monument. Ferner sollen bei allen geprüften National Monuments mehr traditionelle menschliche Nutzungen wie Beweidung, Holzeinschlag, Kohleabbau und kommerzielle Fischerei innerhalb der Schutzgebiete zugelassen werden. Zinke begründete dies damit, dass Präsidenten in den letzten Jahrzehnten zu weit gegangen seien, um kommerzielle Aktivitäten in den National Monuments einzuschränken. Eine Flächenreduzierung des Pacific Remote Islands Marine National Monument wurde durch Präsident Trump, anders als bei anderen  Monumenten, nicht durchgeführt.

## Bilder

Korallenriff Palmyra Atoll
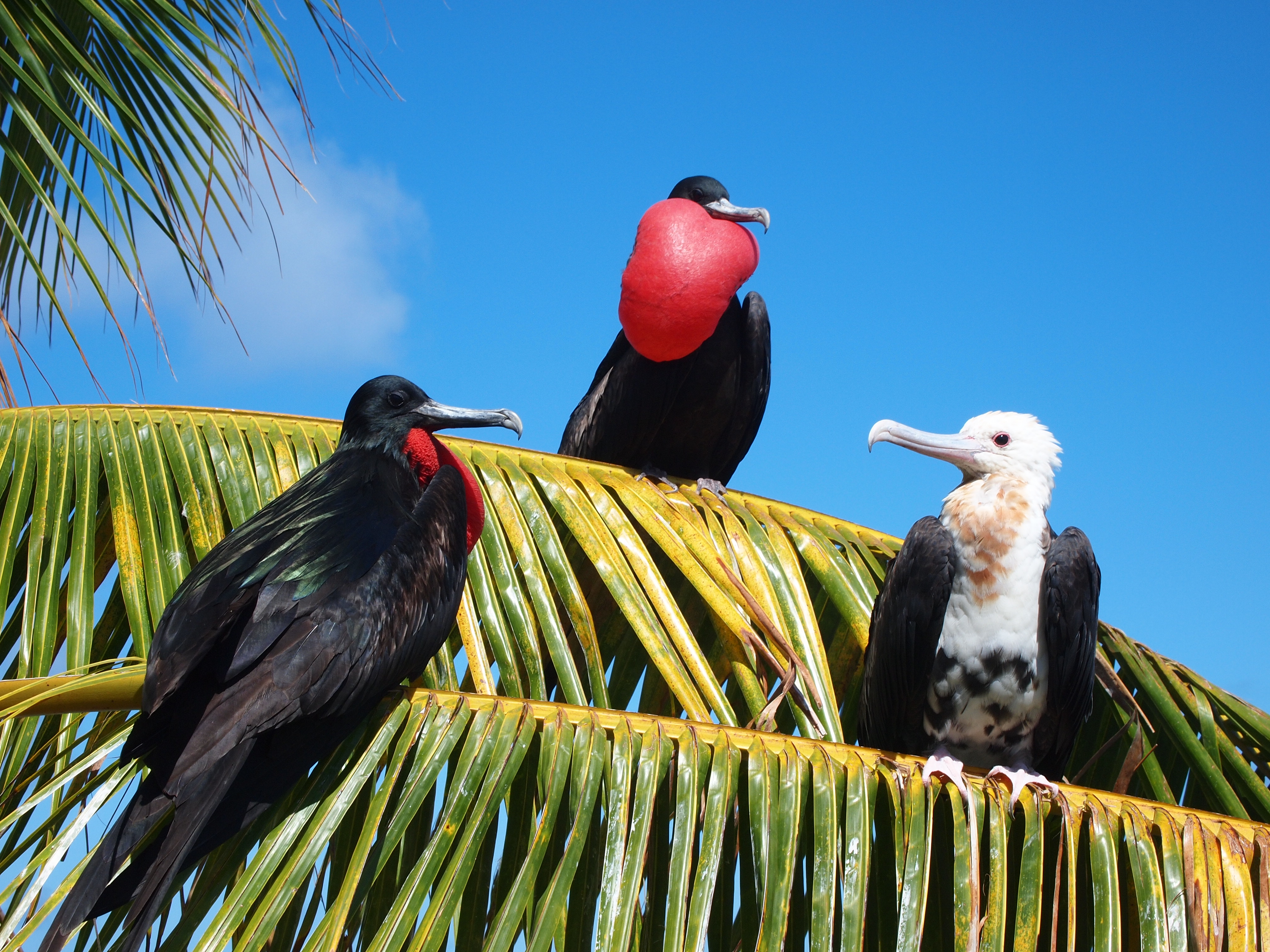
Bindenfregattvogel Palmyra Atoll
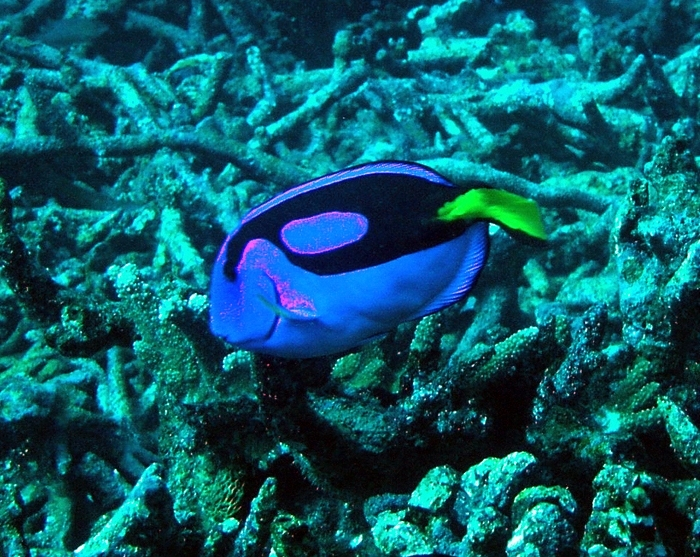
Paletten-Doktorfisch Bakerinsel
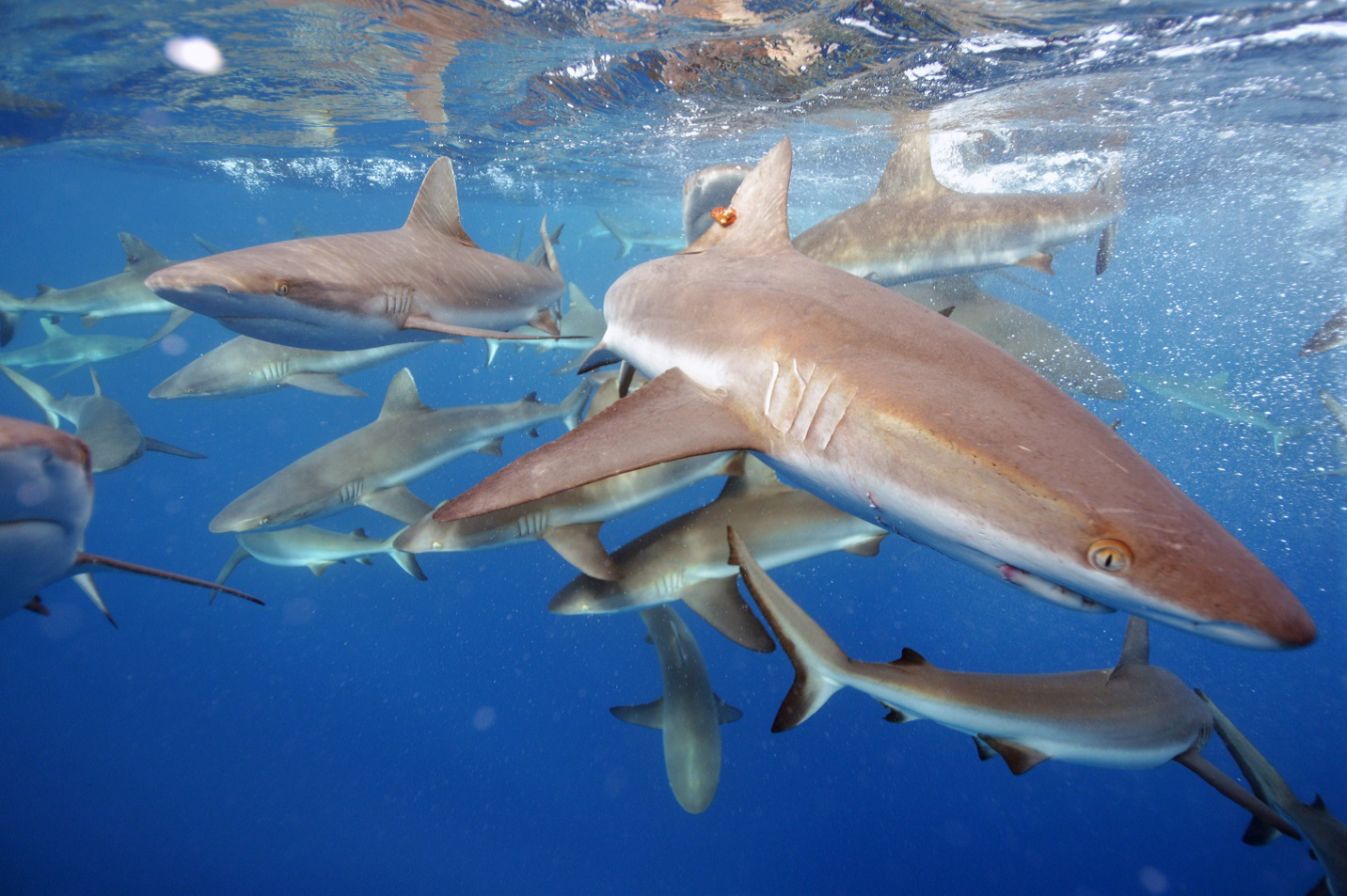
Graue Riffhaie
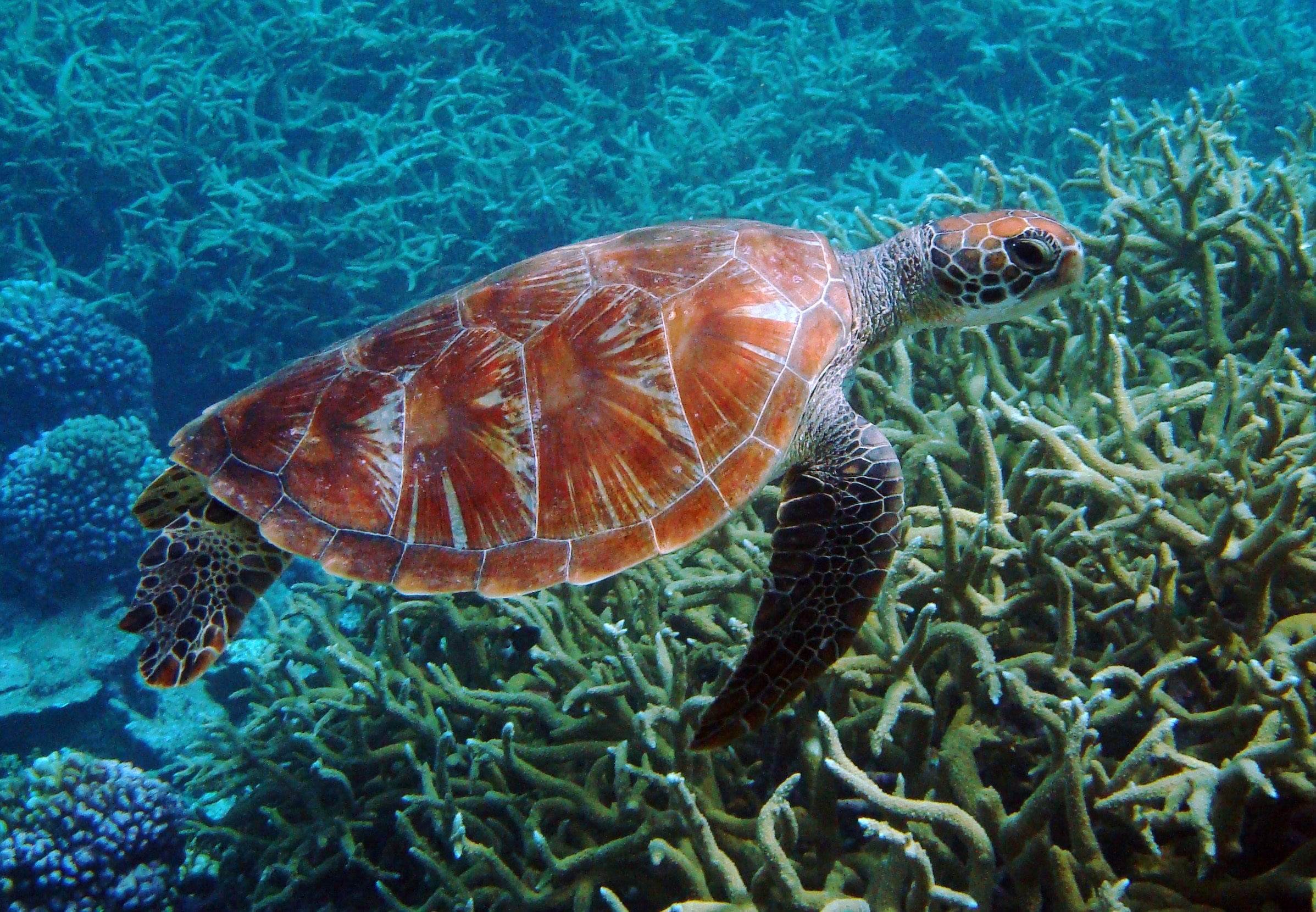
Suppenschildkröte